# Sint-Maartenskerk (Wemaarskappel)
De Sint-Maartenskerk (Frans: Église Saint-Martin) is de parochiekerk van de gemeente Wemaarskappel in het Franse Noorderdepartement. 

## Geschiedenis

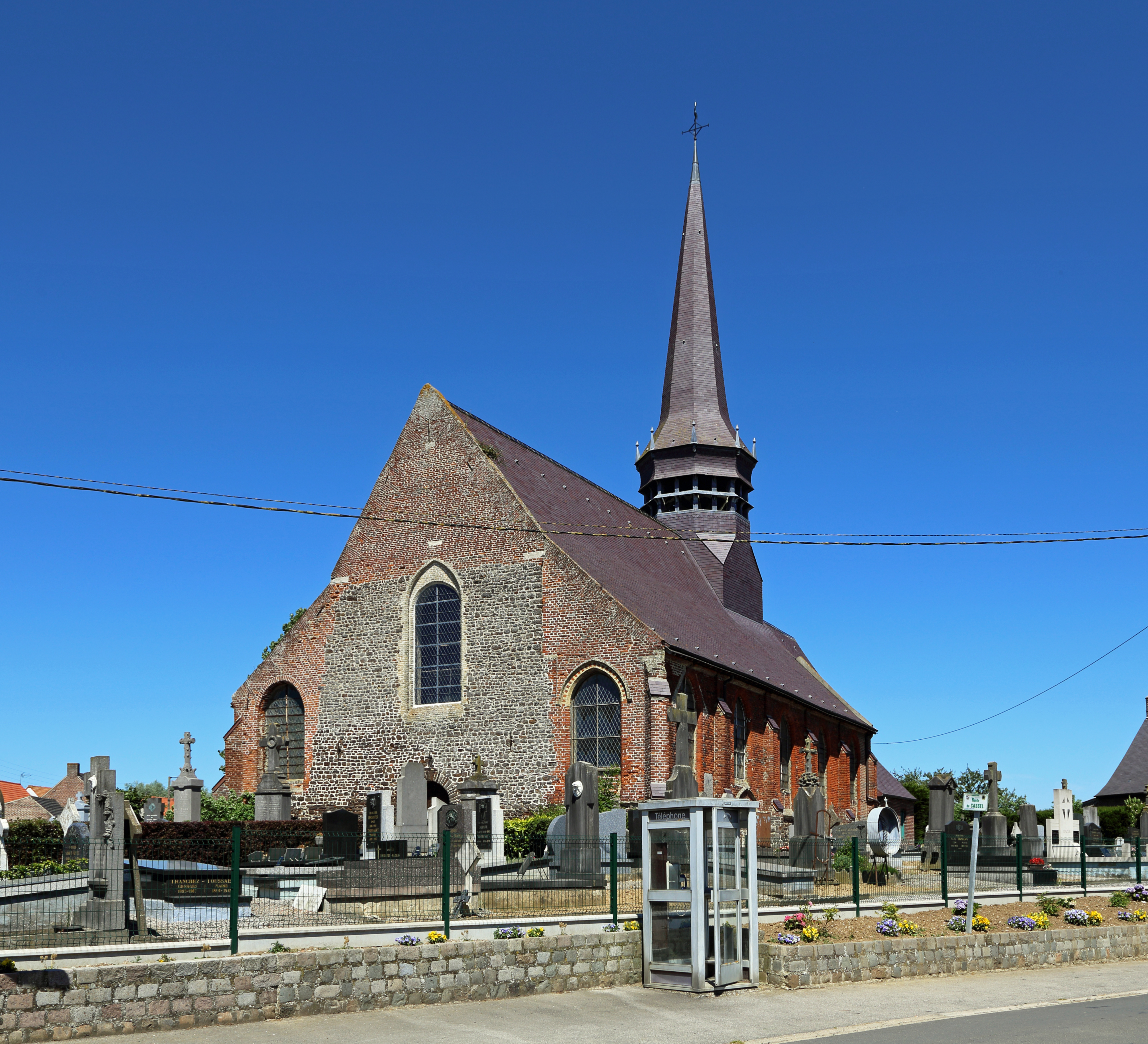
Sint-Maartenskerk met kerkhof in Wemaarskappel

Deze kerk werd in de 12e eeuw als romaans kerkje gebouwd. Hiervan zijn de middenbeuk en een deel van de westgevel overgebleven. Deze gevel is gebouwd in ijzerzandsteen, er zijn enkele Romeinse dakpannen in verwerkt, en later is deze gevel met bakstenen bijgewerkt en werden er drie vensters in gemaakt. In de 15e eeuw werden de zijbeuken vergroot en werd het koor gebouwd. De zuidgevel is nog deels in ijzerzandsteen.
De met leien bedekte toren bevindt zich op het schip, waar dit overgaat in het koor.

## Interieur
Veel kerkmeubilair is 18e-eeuws. Naast enkele 18e-eeuwse grafstenen zijn ook het barokke hoofdaltaar en het Onze-Lieve-Vrouwe altaar, de preekstoel en de communiebank uit deze eeuw. Er is een 16e-eeuws doopvont en er zijn enkele 18e-eeuwse heiligenbeelden.